# Parc national de Silhouette
Le parc national de Silhouette est un parc national des Seychelles créé en 2010.

## Description
Le parc national de l'île de Silhouette englobe 93 % de la partie terrestre de l'île homonyme, la troisième plus grande des Seychelles, soit une superficie d'environ 18,6 km2, avec un point culminant à 731 m, le mont Dauban. L'île est principalement recouverte de forêt tropicale et est bordée par le parc national marin de Silhouette. 
Fondé et géré par le Nature Protection Trust of Seychelles, le parc terrestre a été inauguré le 7 août 2010 en présence du président James Michel.
Le parc est classé zone importante pour la conservation des oiseaux.